# Afrotrilepis jaegeri
Afrotrilepis jaegeri är en halvgräsart som beskrevs av Jean Raynal. Afrotrilepis jaegeri ingår i släktet Afrotrilepis och familjen halvgräs.
Artens utbredningsområde är Sierra Leone. Inga underarter finns listade i Catalogue of Life.